# Société française de philatélie fiscale
La Société française de philatélie fiscale (SFPF) est une association française spécialisée dans la philatélie fiscale, ou collection des timbres fiscaux et socio-postaux. Elle a été fondée, en 1981, par des membres français de l'American Revenue Association (ARA), association américaine de philatélie fiscale. Elle en a tiré sa dénomination initiale d'ARA - France.

## Place dans l'ensemble de la philatélie
La SFPF est membre de la Fédération française des associations philatéliques (FFAP) et du Groupe des associations philatéliques spécialisées de France (GAPS), et dépend, au sein de cette fédération d'une Commission Nationale de Philatélie fiscale. L'un de ses membres représente par ailleurs la France à la Commission internationale de philatélie fiscale de la Fédération internationale de philatélie (F.I.P.).

## Services
Elle propose à ses membres des moyens d'entrer en relations, de façon à favoriser la circulation de la documentation, ainsi que les échanges ou la cession des pièces de collection détenues en double.
L'association a édité un nombre appréciable d'ouvrages spécialisés sur les timbres fiscaux ou socio-postaux. Ces ouvrages, rédigés bénévolement par ses membres les plus compétents, sont destinés à ses membres, qui seuls peuvent les acquérir.
Les membres reçoivent également le bulletin de l'association, trois fois par an.

## Direction
La direction de la SFPF est assurée par un bureau élu tous les 3 ans.
Parmi ses administrateurs figurent actuellement quelques collectionneurs avancés, titulaires de plusieurs médailles aux expositions internationales de la Fédération internationale de philatélie :
- Son président d'honneur : Yves Maxime Danan (10 médailles d'or internationales, aux expositions de la F.I.P.),
- Son président, Daniel Spano (4 médailles d'or internationales aux expositions de la F.I.P.),
- Son Trésorier et Rédacteur en Chef de son bulletin "Le Timbre Fiscal", Yves Morelle.

### Catalogue de base
- SFPF, Catalogue des timbres fiscaux et Socio-postaux de France et de Monaco,Yvert et Tellier, Amiens 2016. Catalogue rédigé et mis à jour, lors de chaque édition, par la "Commission du Catalogue" de la S.F.P.F., composée de spécialistes éminents de la Philatélie fiscale.

### Ouvrage général
- L. Salfranque,  Le timbre fiscal à travers l'histoire (Reproduction), 1890.

### Ouvrages sur lestimbres fiscaux mobiles
- Philippe de Bosredon du Pont,  Monographie des timbres fiscaux mobiles de France et des colonies (Reproduction), 1874.
- Auguste Roger Renaud Henry Fradois,  Études de M.A. Fradois, Paris 1983 :
  - Tome I : Timbres de Dimension,
  - Tome II : Timbres de Rôle d'Equipage, de Copies, de Connaissements,d'Affiches, de Récépissés de Chemin de Fer, d'Articles d'Argent,
  - Tome III : Timbres d'Effets de Commerce, de Quittances.
- P. Noble, Recueil des études parues dans le bulletin de la SFPF, du n°1 au n°40, Paris, 1991.
- J. Delmas, Nomenclature des documents de greffe, Paris 1988 :
  - Tome I : Timbres mobiles.
  - Tome II : Timbres humides.
- Ouvrage collectif SFPF, Catalogue des timbres fiscaux locaux et spéciaux de France et de Monaco, Paris 2003.
- MM. Danan, Spano et Catherine, Bandes et étiquettes de Tabac Françaises, des origines à 1920, Paris 2000.
- Danielle Jolly, Nomenclature des timbres parafiscaux français de permis de chasse, Paris 2003.
- Professeur Yves Maxime Danan, Histoire des timbres fiscaux d'Alsace-Lorraine, SFPF et SPAL, Paris 1993.
- Professeur Yves Maxime Danan, Timbres socio-postaux d'Alsace-Lorraine, SPAL et SFPF, Strasbourg 2003.
- Jean-Jacques Barthélémy, Daniel Spano et Yves Morelle, "Catalogue  des timbres fiscaux et vignettes fédérales de pêche", SFPF, Paris, 2012.

### Ouvrage sur les Supports particuliers de taxation fiscale
- Henri  Barbero et Daniel Spano,  Catalogue des vignettes automobiles de France (1957-2004): Étude et indices, Paris 2004.

### Ouvrages sur lesEntiers fiscaux(Papiers timbrés)
- Alexandre Devaux, Papiers et Parchemins timbrés de France, Édition initiale des « Vieux papiers », entre 1905 et 1911. Nouvelle réactualision numérotée avec cotes, largement complétée et mise à jour par Robert Geoffroy et Yves Morelle (650 empreintes supplémentaires), SFPF, Paris 2012.
- J.-P. Fosse, Papiers timbrés officiels français de Dimension: 1791-1986, Paris, SFPF, 2005.
- Jacques Martinage, Catalogue des empreintes à l'extraordinaire de Dimension, Paris 1998.
- Claude Münch,  Catalogue des papiers timbrés (Entiers fiscaux) d'Alsace-Lorraine, 1870 – 1944, Paris 2003.
- Maurice Lange,  Nomenclature des papiers timbrés de Dimension, Paris 1987.